# Valerie Hernandez
Valerie Hernández Matías (sinh ngày 19 tháng 7 năm 1993 tại San Juan) là một người mẫu và nữ hoàng sắc đẹp người Puerto Rico, cô đã đăng quang cuộc thi Hoa hậu Quốc tế 2014 tại Tokyo, Nhật Bản. Cô là người chiến thắng thứ hai từ Puerto Rico sau Laurie Simpson năm 1987.

## Cuộc thi sắc đẹp

### Hoa hậu tuổi teen quốc tế 2012
Hernández đăng quang Miss Teen International năm 2012, cô là người Puerto Rico thứ tư có được danh hiệu này.

### Hoa hậu Quốc tế Puerto Rico 2014
Valerie dự thi Hoa hậu Quốc tế Puerto Rico 2014, nơi cô kết thúc với vị trí Á hậu 1. Sau đó, cô đã nhận được danh hiệu sau khi người chiến thắng ban đầu, Patricia Quiñones, đã từ bỏ vì lý do cá nhân.

### Hoa hậu quốc tế 2014
vào ngày 11 tháng 11 năm 2014 Valerie đã tham dự cuộc thi Hoa hậu Quốc tế 2014 tại Tokyo, Nhật Bản, nơi cô đã được trao vương miện người chiến thắng bởi người giữ danh hiệu Bea Santiago của Philippines. Cô là người phụ nữ thứ hai đến từ Puerto Rico giành chiến thắng danh hiệu này.

 Trong vòng phát biểu, nơi Top 10 người vào chung kết được hỏi về thông điệp của họ nếu họ trở thành người chiến thắng, Hernandez nói: 
 "Tôi nghĩ đó không chỉ là vương miện, nó không chỉ là danh hiệu, đó là một trong những trách nhiệm khó khăn nhất. Là Hoa hậu Quốc tế, tôi muốn gửi một thông điệp về tình yêu, hòa bình và sự đoàn kết." 
 Top 5 cuộc thi gồm có Á hậu 1 Zuleika Suarez của Colombia, Á hậu 2 Punika Kulsoontornrut của Thái Lan, Á hậu 3 Victoria Tooby của Vương quốc Anh và Á hậu 4 Milla Romppanen của Phần Lan.
Phần còn lại của Top 10 là các đại diện đến từ Argentina, Brazil, Indonesia, México và Panama.
Trong thời gian đương nhiệm là Hoa hậu Quốc tế 2014, Valerie sẽ làm việc với trách nhiệm của mình với ICA (Hiệp hội Văn hóa Quốc tế). Trong khi đó, cô đang đi du lịch quanh các thành phố ở Nhật Bản như Kasama, Niigata, Toshima và Tokyo.
Vào ngày 22 tháng 11 năm 2014 sau khi ở lại Nhật Bản một thời gian và thực hiện một số cuộc phỏng vấn, Valerie trở về đất nước của mình, Puerto Rico để tham gia cuộc phỏng vấn đầu tiên ở nước cô trong Tổ chức Quốc tế Hoa hậu Puerto Rico.
Vào ngày 31 tháng 5 năm 2015, Valerie và á quân của cô sẽ đi đến Nhật Bản một lần nữa sau hơn 4 tháng rời Nhật Bản và trở lại Puerto Rico. Trong trường hợp này Valerie được tài trợ bởi cuộc thi Hoa hậu Paris và Japan Airlines. Sau khi lỡ chuyến bay nối chuyến của cô ở thành phố New York từ Puerto Rico, Valerie Hernandez, nữ hoàng trị vì, cuối cùng đã đến Tokyo để hoàn thành nhiệm vụ của mình với tư cách là Hoa hậu Quốc tế 2014. Hiện cô đã tham gia với tư cách Á hậu của mình, người đã đến vào ngày hôm qua và hiện đang ở Khách sạn Tokyo Dome, cũng sẽ là nơi ở chính thức của các đại biểu của cuộc thi Hoa hậu Quốc tế 2015.
Vào tháng 6 năm 2015, Valerie sẽ tham dự Chiến dịch Hoa hậu Paris và Hoa hậu Quốc tế mới ra mắt tại Tokyo. Trên chương trình nghị sự của chuyến thăm lịch sử này của người chiến thắng top 5 Hoa hậu Quốc tế 2014 là chuyến đi đến trang trại ngọc trai Mikimoto ở tỉnh Mie, nằm hơn 400   km về phía tây Tokyo. Mikimoto, người trở thành nhà tài trợ vương miện chính thức của Hoa hậu Hoàn vũ, Hoa hậu Hoa Kỳ và Hoa hậu Thiếu niên Hoa Kỳ từ năm 2001 đến 2007, giờ đã trở lại với tư cách là nhà cung cấp vương miện chính thức cho cuộc thi tại quê nhà. Valerie cũng đã đến thăm đền thờ lớn Grand Ise, các trường học địa phương và vòng đua Suzuka cho chuyến đi văn hóa với vị trí á quân của cô.
Vào tháng 9, Valerie đã tới Bangkok, Thái Lan, với tư cách là khách mời đặc biệt tại cuộc thi Hoa hậu Quốc tế Thái Lan năm 2015.

### Hoa hậu Hoàn vũ Puerto Rico 2018
Vào ngày 31 tháng 5 năm 2018, Hernandez được chỉ định là Hoa hậu Hoàn vũ Carolina và sẽ thi đấu tại cuộc thi Hoa hậu Hoàn vũ Puerto Rico 2018 để có cơ hội đại diện cho hòn đảo tại Hoa hậu Hoàn vũ 2018 nhưng đã rút lui vì lý do cá nhân.